# John Henson (actor)
John Morris Henson (Stamford, Connecticut, 6 de julio de 1967) es un comediante, presentador, y actor estadounidense. Es copresentador del programa de la cadena ABC Wipeout con John Anderson, un concurso de pruebas de juegos con un premio de 50.000 dólares que se encuentra en su novena temporada.

## Biografía
Henson nació en Stamford, Connecticut, de Joe y Bárbara Henson. Es el menor de cuatro hermanos, uno de los cuales es Dan Henson, el presidente y CEO de GE Capital. Otro es Frank (Bubba) Henson, profesor en la Escuela de San Lucas, New Canaan, Connecticut. Estudió actuación en la Universidad de Boston, Circle in the Square, Playwrights Horizons y Three of Us Studios en Nueva York. Ha protagonizado varias producciones de teatro como 
 Rosencrantz y Guildenstern Are Dead '",(Rosencrantz y Guildenstern han muerto)
 Conduct Unbecoming ,(Conducta Impropia)  Heinous Crimes and Other Delights ,(Crímenes Aberrantes y otros Placeres)  The Greenhouse Effect (El efecto invernadero) y  Remote Evolution '"(Evolución Remota).
Henson nació con una mancha blanca en el pelo (Síndrome de Waardenburg),en el lado derecho de su cabeza. Como resultado, recibió el apodo de  "Skunk Boy" (Chico Mofeta) mientras presentaba Talk Soup. 
Ahora vive con su mujer, Jill Benjamin, su hijo Jackson y sus dos perros, George and Lilly, en la ciudad de Los Ángeles.

## Carrera
Henson comenzó su carrera como cómico. Él comenzó a aparecer en películas a los mediados de 1990. Fue el presentador de mayor duración (cuatro años) de  Talk Soup  en la E! Entertainment Red, presentando aproximadamente 1.140 espectáculos entre los cuatro años y medio que estuvo con la red. En 2004, él era el anfitrión de  The John Henson Project '"(El Proyecto de John Henson), un efímero comedia-reality show en Spike TV, y organizó varios especiales de difusión incluyendo 'la mejor que publicidad que nunca he visto en ABC '", 'La mejor TV de ABC que nunca había visto'" y, más recientemente, la 33 Edición de los Creative Arts Emmys. De 2005 a 2007, Henson fue el co-presentador de  Watch This! (Mira esto), Un programa de televisión a diario en la TV Guide Channel. Henson también ha producido numerosos segmentos de campo en la industria del entretenimiento para MSNBC y CNN y, además, tenía un pequeño papel recurrente como un presentador de noticias local en  Mi nombre es Earl '". 
Desde 2008, Henson es copresentador del  ABC espectáculo y show de obstáculos, Wipeout, y siempre él acaba el show con la misma frase, "Goodnight and Big Balls" (Buenas noches y Grandes Bolas), una referencia a la firma de obstáculos en el show. 
Henson también ha aparecido el vídeo musical Blink-182 de "What's My Age Again?."

## Filmografía

### Televisión
- Space Ghost Coast to Coast - (1997-1998)
- The View
- Politically Incorrect
- Remember WENN
- Stand Up, Stand Up
- Two Drink Minimum
- Caroline's Comedy Hour
- 2006 LA Area Emmy Awards
- Talk Soup – 1995-1999
- The Best Commercials You've Never Seen – (1998)
- The John Henson Project – (2004)
- Watch This! – (2006)
- Wipeout – (2008–Present)
- My Name Is Earl – 2009
- Who Wants to Be a Millionaire (Host) - 2010
- WordGirl (voice of Captain Tangent) - (2010–present)
- Austin & Ally - (2012)
- Kick Buttowski: Suburban Daredevil (voice) - 2012
- The Funniest Commercials of The Year: 2012 - 2012

### Películas
- Meet Wally Sparks – 1997
- Stag (film) – 1997 as Timan Bernard
- Blink 182: The Urethra Chronicles – 1999
- Bar Hopping – 2002 as Roger
- Life Without Dick – 2002